# Никифор (Гликас)
Митрополи́т Никифор (греч. Μητροπολίτης Νικηφόρος в миру Нико́лаос Глика́с греч. Νικόλαος Γλυκάς; 1819, Глики, Имроз — 1 [13] февраля 1896, Калони, Османская империя) — архиерей Константинопольской православной церкви; митрополит Мифимнийский (1881—1896).

## Биография
Родился в 1819 году в посёлке Глики на севере острова Имвроса.
С 1841 по 1845 годы обучался в коммерческом училище на острове Халки, где был замечен профессорм Иоаннисом Таксисом (Ιωάννης Τάξης) и приглашёл в Халкинскую богословскую школу, которую окончил с отличием в 1849 году.
В 1850 году был рукоположен в сан иеродиакона митрополитом Софийским Паисием, а в 1853 году патриархом Константинопольским Анфимом VI в сан иеромонаха с возведением в достоинство архимандрита.
В том же году приглашён патриархом Александрийским Иерофеем Сифниотом возглавить Патриаршую школу в Каире, а также заниматься восстановлением патриаршей библиотеки.
В 1856 году он возглавил школу Афониад, а позднее в течение года обучался в Афинском университете, год в Париже и около двух лет в Страсбурге.
С 1865 по 1866 годы был деканом Халкинской богословской школы, а позднее преподавал до 1872 года догматическое, пастырское и нравственное богословие, а также хронологию.
2 мая 1873 года был избран митрополитом Имврийским и Тенедским.
23 марта 1881 года избран митрополитом Мифимнийским.
Скончался в феврале 1896 года в Каллони на острове Лесбос.